# Madonna von Konstantinopel

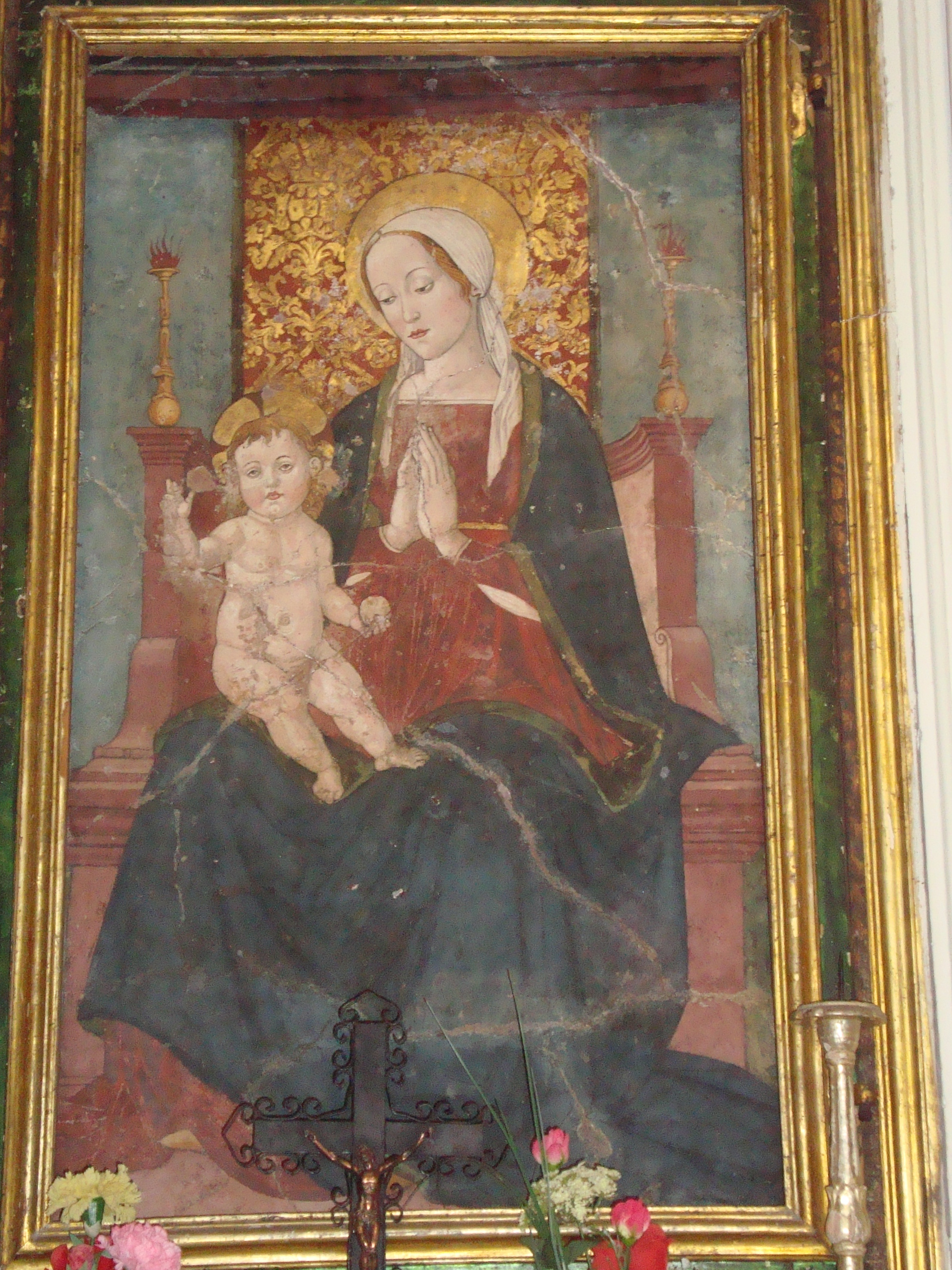
Thronende Madonna mit Kind in der Chiesa Santa Maria di Costantinopoli in Scanno

Der Marientitel Madonna von Konstantinopel, auch Heilige Maria von Konstantinopel, (ital.: Madonna di Costantinopoli, Santa Maria di Costantinopoli) wird in der Regel mit der Ankunft von Kultbildern der Hodegetria in den Westen in Verbindung gebracht, die die griechischen Mönche (Calogeri genannt) auf ihrer Flucht aus Byzanz während der Belagerung Konstantinopels (717/18), der ikonoklastischen Verfolgung (8.–10. Jahrhundert) und nach der osmanischen Eroberung von Konstantinopel im Jahr 1453 in den Westen brachten. Angeblich sollen auch während der Kreuzzüge Jungfrauenbilder in den Westen gebracht worden sein.

## Ikonografische Geschichte
Da der Titel Madonna von Konstantinopel an Ikonen byzantinischer Herkunft gebunden ist, sind die verschiedenen Madonnen von Konstantinopel Nachbildungen der häufigsten orientalischen ikonografischen Beispiele. Historisch gibt es keine zeitgenössischen Darstellungen der Mutter Gottes und bald begann die Suche nach dem Urbild.

## Die Ankunft der Ikonen in Italien

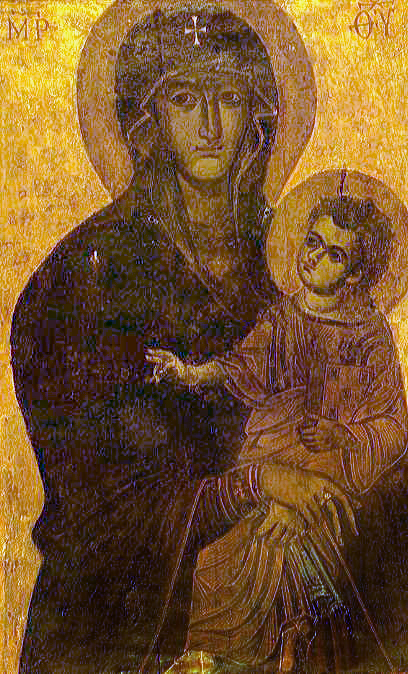
Salus populi Romani

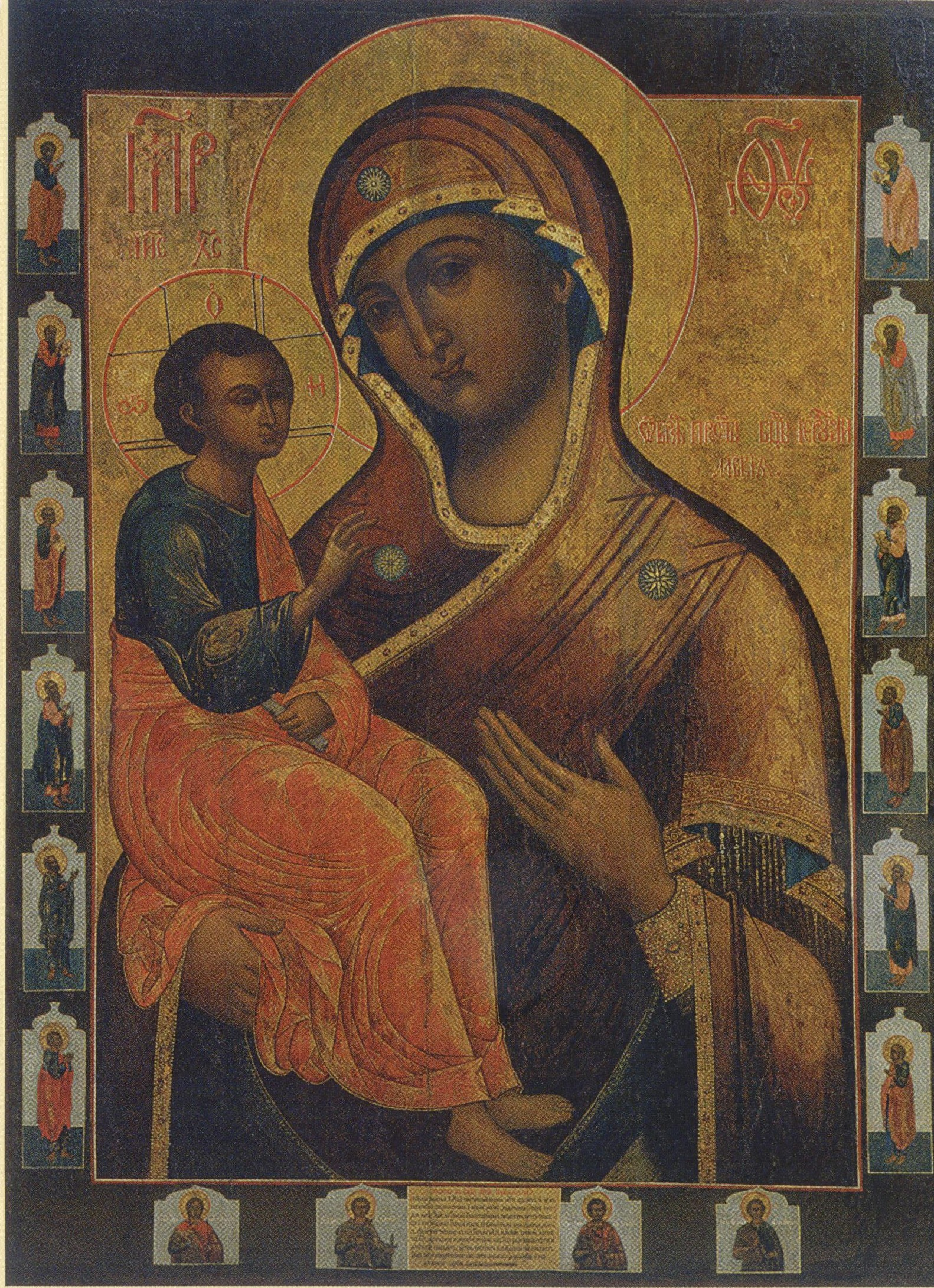
Ikone der Mutter Gottes (Dexiokratusa) aus dem 16. Jahrhundert

Es gibt viele Legenden über die Ankunft der Ikonen in Italien. Vom Kultbild der Maria soll in Konstantinopel eine spiegelbildliche Kopie auf Leinwand durchgeführt worden sein, so dass sich das Kind auf dem rechten Arm der Madonna befand (Dexiokratusa). Diese Kopie hätte Aelia Eudocia zwischen 439 und 440 dem weströmischen Kaiser Valentinian III. und seiner Frau Licinia Eudoxia nach Ravenna geschickt, die das Kultbild persönlich nach Rom gebracht hätten, wo es im kaiserlichen Palastkomplex Domus Augustana auf dem Hügel Palatin aufbewahrt worden wäre. Später sei es in die nahe gelegene Chiesa Santa Maria Antiqua am Fuße des Palatins gebracht worden, wo die Madonna in eine der Fresken kopiert worden wäre. Von hier aus soll das Kultbild in die Chiesa Santa Maria Nova (heute: Santa Francesca Romana) gebracht worden sein. Aus diesem Bild soll die "Salus populi Romani" entstanden sein, die auch dem Heiligen Lukas zugeschrieben wird und in der Cappella Paolina in der Basilika Santa Maria Maggiore verehrt wird.
Die Belagerung Konstantinopels durch die muslimischen Araber in den Jahren 717/18, die ikonoklastischen Kämpfe im 8. und 9. Jahrhundert, das Phänomen der Kreuzzüge (zwischen 1095/99 und dem 13. Jahrhundert) und die Einnahme von Konstantinopel durch die Osmanen im Jahr 1453 bestimmte die Flucht von griechischen Mönchen (Calogeri) und die Einfuhr von Kultbildern (zum Teil in Fragmenten) in die Gebiete Süditaliens. Auch Sitten und Gebräuche, byzantinische liturgische Gewänder und Architektur ließen ihren Einfluss spüren, die sich in der historischen und populären Kultur des Südens integrierten. In verschiedenen Zentren in den Abruzzen, Molise, Apulien und Kampanien entwickelte sich nach und nach die Verehrung der Hodegetria, die in Italien Madonna von Konstantinopel genannt wird.

### Die Madonna d’Itria
In den Legenden der Ankunft der Ikonen im Westen greift die Literatur auf zwei Calogeri zurück, die während der zweiten Belagerung Konstantinopels in den Jahren 717/18 durch die muslimischen Araber die Madonna Hodegetria mit Kind (abgekürzt auch Madonna d’Itria, dell’Itria oder dell’Idria) in einer Kiste ins Meer geworfen hätten, um sie in Sicherheit zu bringen. Die Kiste soll in wundersamer Weise an den Küsten Kalabriens, Siziliens und Sardiniens „gestrandet“ sein. Manchmal in Begleitung von zwei Calogeri und manchmal soll die Kiste mit der Madonna von Calogeri auf den Schultern getragen an Land gebracht worden sein, weshalb in den Darstellungen der Madonna von Konstantinopel oft das Bild der Jungfrau mit dem Kind erscheint, die aus einer Kiste aufsteigt und auf den Schultern von zwei betagten Calogeri getragen wird.

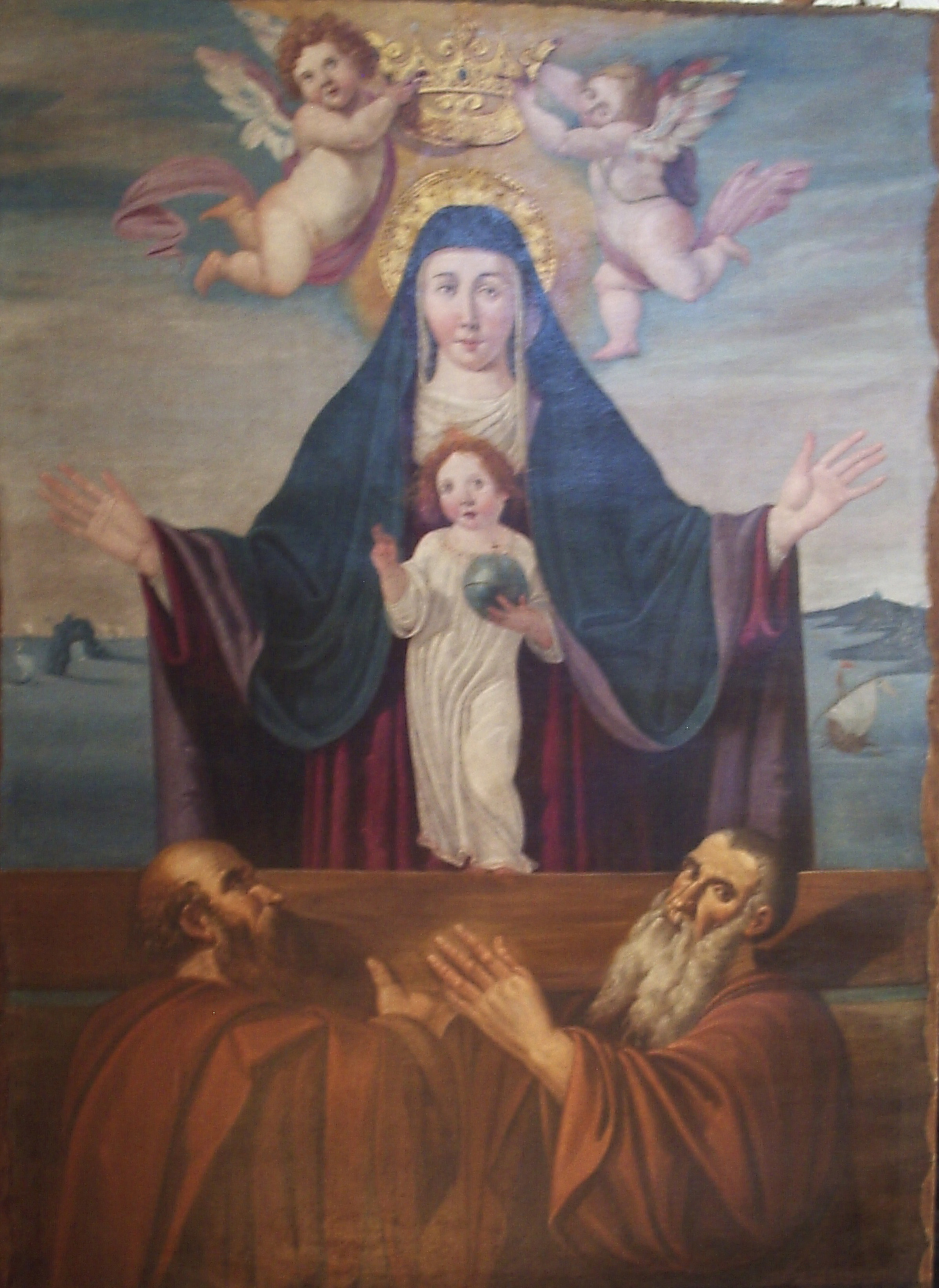
Ikone der Madonna von Konstantinopel in der Chiesa di San Giovanni Decollato in Nepi
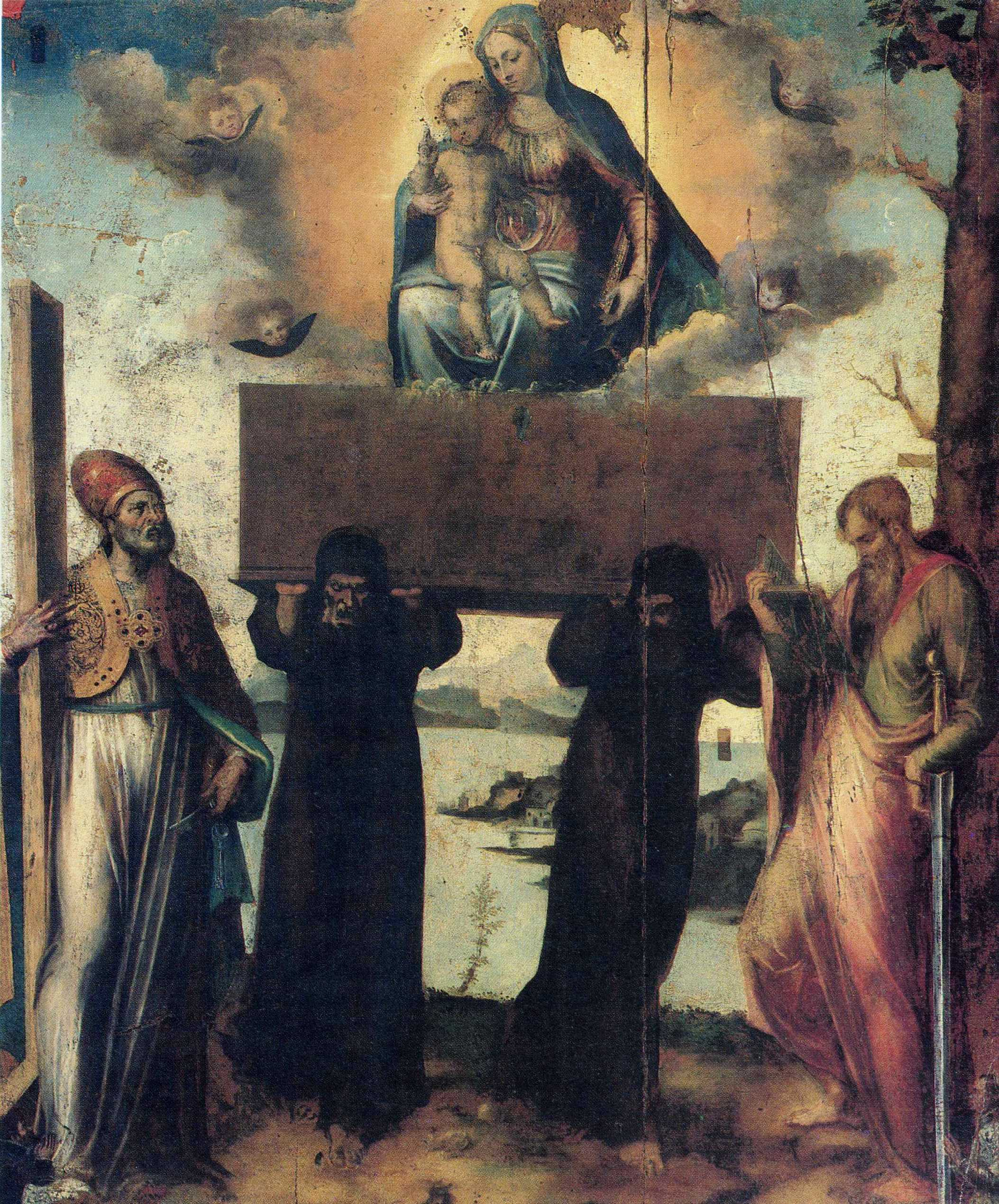
Die Madonna d’Itria in der Chiesa Santa Caterina di Valverde in Messina
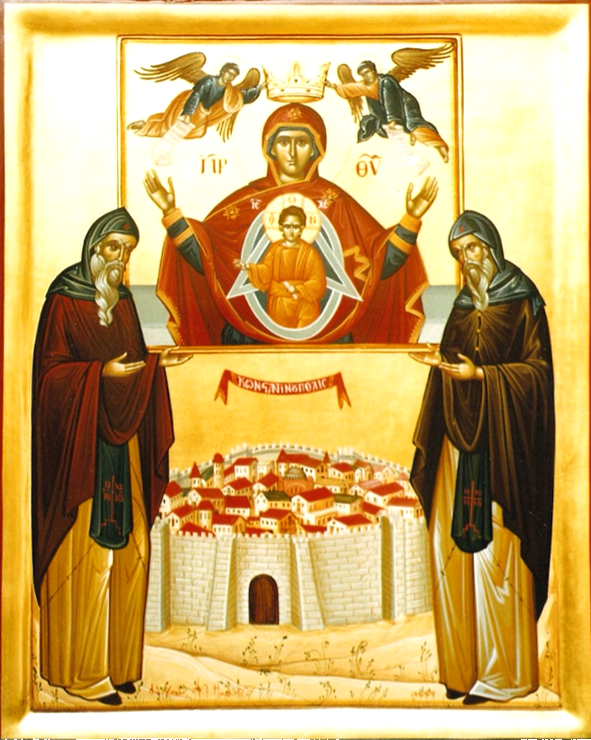
Madonna d’Itria in der griechisch-byzantinischen Kathedrale San Demetrio Megalomartire in Piana degli Albanesi
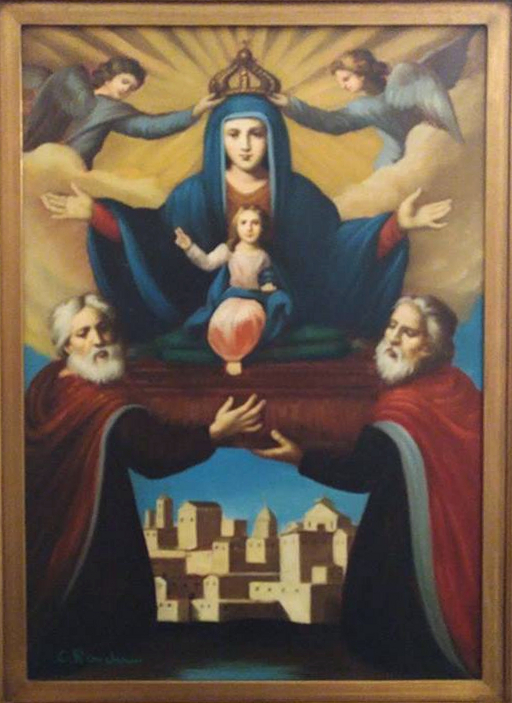
Madonna d’Itria in der griechisch-byzantinischen Chiesa San Nicolò di Mira, Mezzojuso
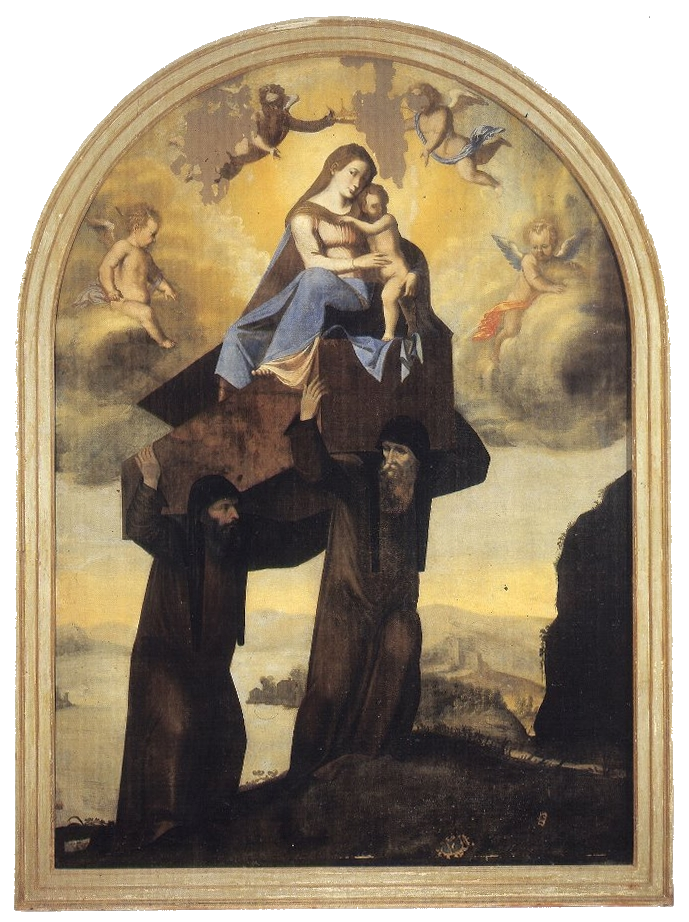
Madonna dell’Idria in der Chiesa di Sant'Antonio di Padova in Barcellona Pozzo di Gotto, Messina, 1659

### Die Madonna von Konstantinopel in Bari
Als der byzantinische Kaiser, Leo III. den bisherigen Bilderkult zum „Götzendienst“ erklärte, ordnete er 730 (in anderen Quellen 728) die Entfernung aller „Bildnisse Christi, der Mutter Gottes, der Heiligen und Märtyrer aus den Kirchen und den Heiligen Orten“ an. Eventuell sollten die Wände mit Farben überstrichen werden. Viele der Kultbilder sollen verbrannt und noch mehr von den Christen versteckt worden sein, um sie nach dem Ikonoklasmus dem Kult zurückzuerstatten.
Als Papst Gregor III., der die Bilderverehrung aus pädagogischen Gründen ("Bibel der Armen") tolerierte, im November 731 auf einem Konzil in Rom alle Bilderstürmer und damit auch den Kaiser exkommunizieren ließ, schickte Leo III. Ende Januar 733 eine Kriegsflotte zur Unterstützung des Exarchen Eutychius von Ravenna nach Italien, um gewaltsam Rom anzugreifen, die Heiligenbilder zu zerstören und den Papst gefangen zu nehmen. Die Flotte erlitt allerdings Schiffbruch.
Daraufhin konfiszierte Leo III. alle päpstlichen Güter in Kalabrien und Sizilien, die Herauslösung ganz Siziliens und aller Balkanländer aus dem päpstlichen Jurisdiktionsbereich sowie ihre Eingliederung in das Ökumenische Patriarchat von Konstantinopel. Gregor brach darauf den Kontakt mit Byzanz ab.

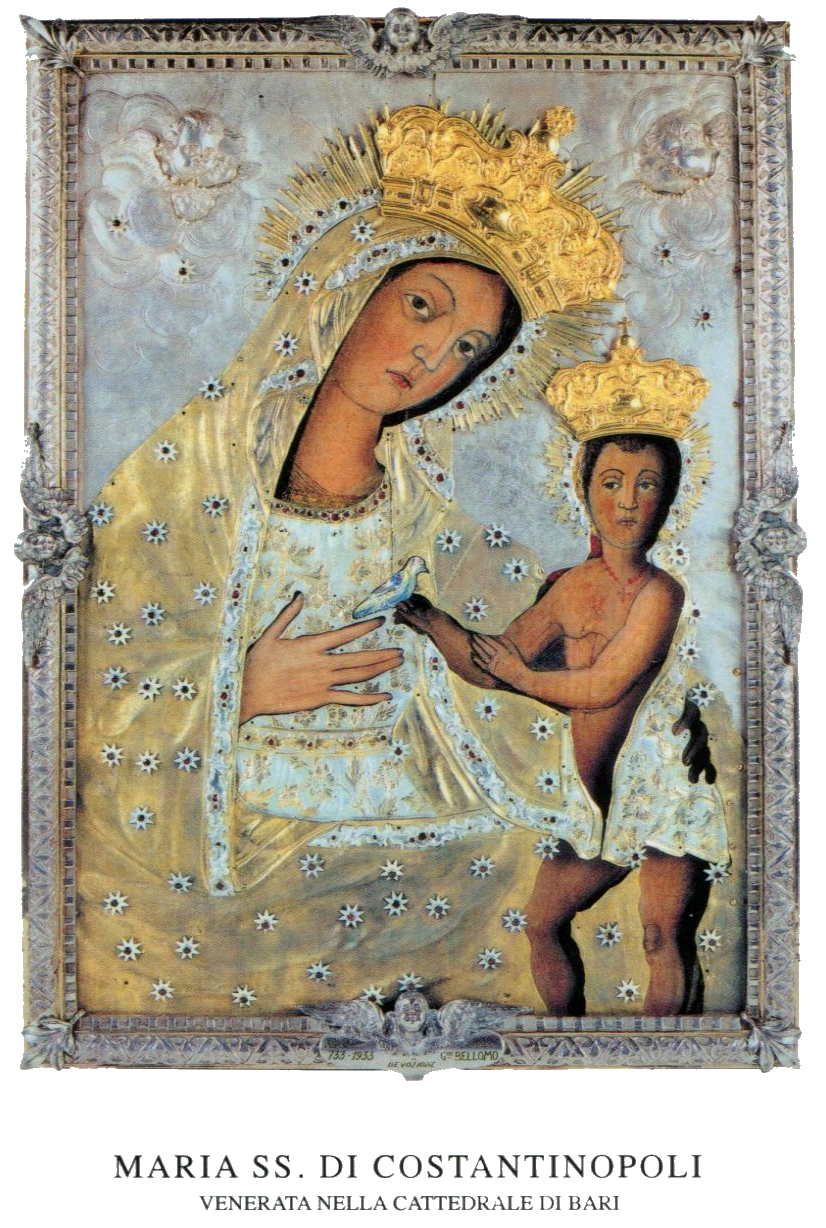
Ikone der Madonna von Konstantinopel mit Riza (Metallschutzabdeckung) in der Krypta der Kathedrale San Sabino, Bari

Nach der Legende sollen die griechischen Mönche (Calogeri) von Konstantinopel, die während der ikonoklastischen Verfolgung die vom Heiligen Lukas gemalte Ikone der Madonna Hodegetria aufbewahrt hatten, beschlossen haben, sie nach Rom zu bringen, um sie Papst Gregor III. zur Aufbewahrung zu übergeben. Zwei von ihnen schifften sich 733 mit Hilfe von zwei aus Bari stammenden Matrosen mit dem kostbaren Bild in einer Kiste auf einem von drei nach Italien von Kaiser Leo III. abgesandten Schiffen als Matrosen ein. In der Morgendämmerung des ersten Dienstags im März des Jahres 733 landete das einzige Schiff der Flotte, das einen schrecklichen Sturm überlebt hatte, im Hafen von Bari.
Die aus Bari stammenden Matrosen, die den wirklichen Inhalt der Kiste entdeckt hatten, zwangen die Calogeri die Madonna Hodegetria in Bari zu lassen. In einer großen Prozession, an der sich alle Bürger beteiligten, wurde das Heiligenbild in die Chiesa dell’Assunta, die heutige Krypta in der Kattedrale San Sabino in Piazza dell’Odegitria gebracht, wo heute eine Ikone mit Riza aus einer späteren Epoche als Madonna von Konstantinopel zu betrachten ist. Erzbischof Bursa ordnete den beiden Calogeri zusammen mit zwei anderen Priestern des örtlichen Klerus an, Tag und Nacht über die Ikone zu wachen und jeden Dienstag Maria zu preisen, so wie es in Konstantinopel getan wurde. Die Calogeri blieben bis 1158. Daraufhin war das Bild in der Obhut des Domkapitels.

### Madonna von Montevergine

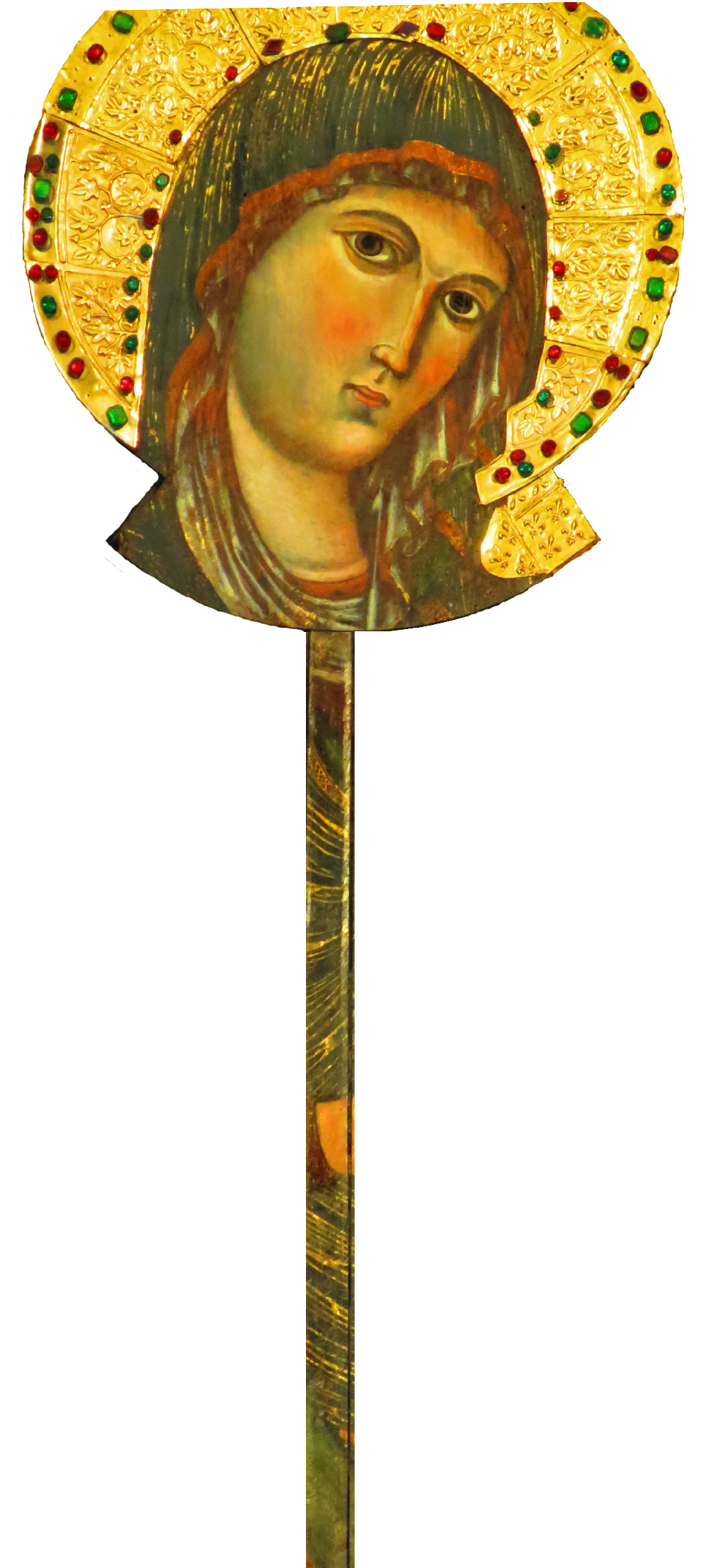
Kopf der Hodegetria, den Balduin 1261 aus Konstantinopel mitgenommen haben soll; Cappella della Madonna di Montevergine in Mercogliano

Als Konstantinopel 1204 während des Vierten Kreuzzuges durch französisch-flämische Kreuzfahrer und Venezianer geplündert und erobert wurde, wurde die Schutzpatronin Konstantinopels, Hodegetria, als die wertvollste Reliquie in der Jesus-Pantokrator-Kirche, dem venezianischen Bischofssitz, untergebracht, wo sie bis 1261 verblieb als Konstantinopel von den Byzantinern zurückerobert wurde. Der damalige lateinische Kaiser Balduin II. floh auf einem venezianischen Handelsschiff. Dabei soll er den Kopf der großen Hodegetria-Ikone mitgenommen haben, die einst von Aelia Eudocia von Jerusalem nach Konstantinopel gebracht worden sein soll und als das vom Heiligen Lukas porträtierte Kultbild betrachtet wurde. Die Hodegetria zu besitzen, war zu jener Zeit sehr wichtig. Sie bedeutete das wahre Palladium von Konstantinopel und bedeutete sich ihren Schutz zu sichern und die Hoffnung auf eine Rückkehr in die Stadt, die der Gottesmutter so am Herzen lag.

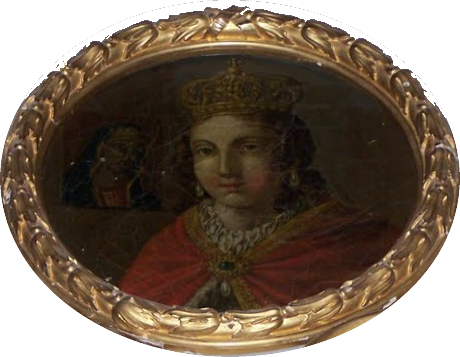
Porträt von Catherine de Valois-Courtenay; Kapelle der Madonna di Montevergine in Mercogliano

Die Ikone blieb im Besitz der Familie. Nach Balduins Tod im Jahr 1273 oder 1274 ging die Ikone in den Besitz seines Sohnes Philipp von Courtenay und nach dessen Tod im Dezember 1283 in den der einzigen Tochter Catherine de Courtenay (* 1275; † 1307/08), die 1301 den französischen Prinzen Karl von Valois (* 1270; † 1325) heiratete. Die Ikone ging nach dem Tod der Mutter an die Tochter Catherine de Valois-Courtenay (1301–1346), letzte Titularkaiserin von Konstantinopel aus dem Hause Valois-Courtenay, die 1313 (zwölfjährig) mit päpstlichem Dispens mit dem Fürsten von Tarent, Philipp I., Sohn des Königs von Neapel, Karl II. von Anjou, verheiratet wurde.

Die Madonna von Montevergine

1310 brachte Philipp zusammen mit seiner Frau Catherine den Kopf der Hodegetria von Neapel nach Montevergine und schenkte sie den Benediktinermönchen des Wallfahrtsortes von Montevergine, was allerdings mit dem Datum ihrer Hochzeit in Konflikt gerät.
Mit der Fertigstellung des Körpers und einer Umrandung von goldenen Lilien, dem königlichen Wappen der Anjou, beauftragte Philipp den toskanischen Maler Montano d'Arezzo, der schon zu Lebzeiten des Erzbischofs von Neapel, Filippo Capece Minutolo († 1301), beauftragt wurde, die angevinische Familienkapelle im Dom von Neapel zu dekorieren. Außerdem hielt sich Montano 1303 und 1305 in Neapel auf, wo er von König Karl II. mit der Dekoration des Castel Nuovo in Neapel beauftragt worden war.
Aus einem Dokument der angevinischen Kanzlei vom 28. Juni 1310 geht hervor, dass Philipp I. den Maler Montano d’Arezzo mit Arbeiten in der Familienkapelle im Dom von Neapel und der Maestà von Montevergine beauftragt hatte. In diesem Dokument bezeichnet Philipp den Maler als königlicher „familiare“ (Siehe: Kunstpatronage) und drückt ihm seine Wertschätzung und Dankbarkeit gegenüber dem Künstler aus, weil sie, die Anjou, hauptsächlich der Madonna ergeben seien. Als Gegenleistung für seine Arbeit erhielt Montana Lehnsgüter.

“[…] maxime in pingendo Cappellam nostram in domo nostra Neapolis quam in ecclesia Beate Marie de Monte Virginis ubi specialem devotione habemus […]”

„vor allem am Bemalen unserer Kapelle in Neapel und die Kirche Santa Maria del Monte Vergine, die wir besonders verehren“

Das Tafelbild hat eine Grüße von 4,30 × 2,10 × 0,6 m, wiegt 8 Doppelzentner und besteht aus zwei großen Holztafeln, die durch Querstäbe auf der Rückseite zusammengehalten werden. Das Holzstück, auf dem der Kopf der Hodegetria gemalt ist, ist eiförmig mit einer maximalen Größe von 1 m × 85 cm und einer graduellen Dicke von unten nach oben von 2 bis 5 cm, so dass das Gesicht der Madonna eine leichte Neigung nach vorne hat.
Aus der Hodegetria wurde die Madonna von Montevergine. Sie erhielt ihren Platz im rechten Kirchenschiff der alten Kirche, das auf Wunsch der Anjou in eine Kapelle umgewandelt wurde.
Catherine de Valois-Courtenay starb plötzlich am 20. September 1346 in Neapel und wurde in der Chiesa San Domenico Maggiore zu Grabe getragen. Auf Wunsch ihres Sohnes Ludwig wurden ihre sterblichen Reste im September 1347 in die Territorialabtei Montevergine überführt, wo diese in der Kapelle der Madonna di Montevergine beigesetzt wurden. Ludwig förderte fast einen „Kultus“ in Erinnerung an die Mutter. Nach der Sinossi della Diocesi di Policastro von Nicola Maria Laudisio Bischof von Policastro, wurden seitdem viele Kirchen und Kapellen der Heiligen Jungfrau Hodegetria im Reich gewidmet, die allgemein wegen ihrer Herkunft aus Konstantinopel Madonna von Konstantinopel genannt werden.

“[…] Ex tunc temporis ecclesiae permultae et cappellae ad honorem beatae Virginis Hodegitria (sic) hoc in regno Deo dicatae, vulgo dictae de Costantinopoli ob imaginem ex eo delatam […]”

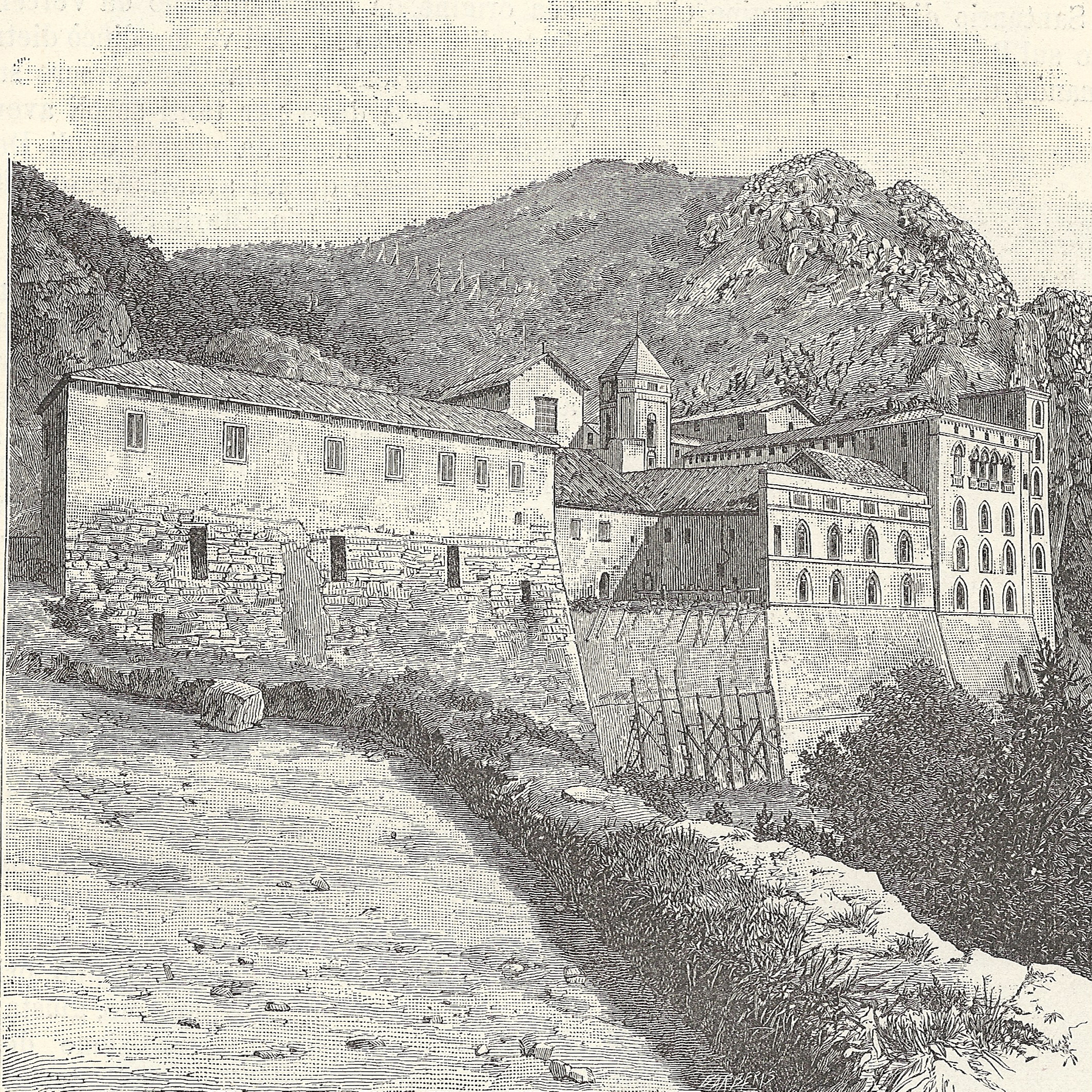
Der Wallfahrtsort Montevergine 1898
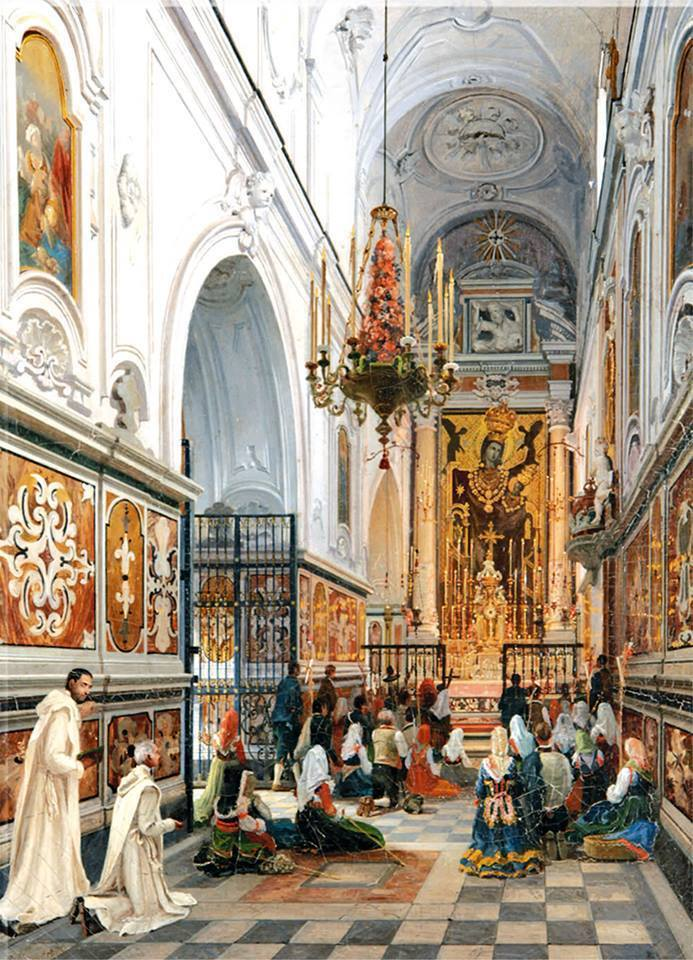
Die Kapelle Madonna di Montevergine im 19. Jahrhundert
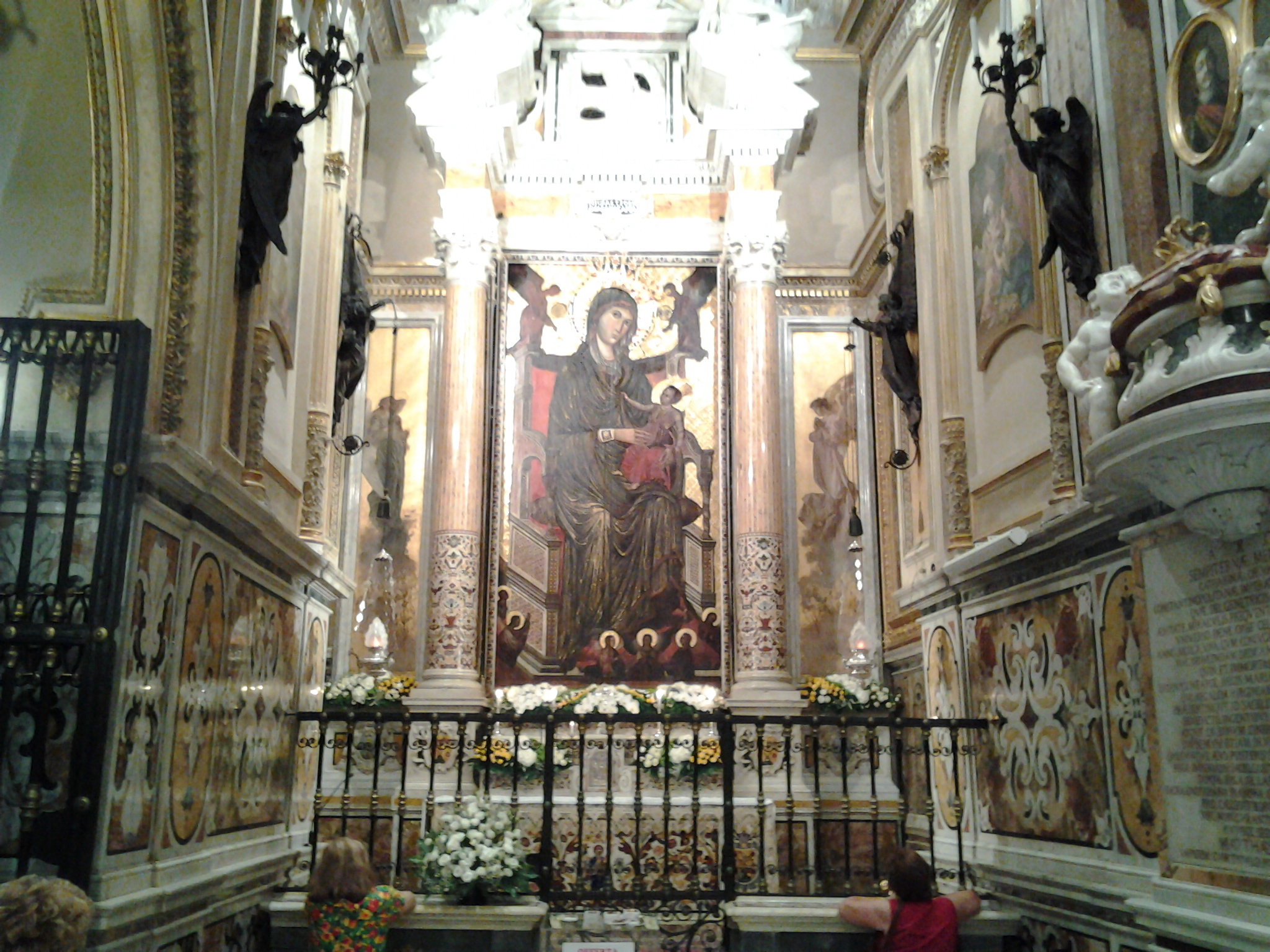
Kapelle Madonna di Montevergine (rechts sichtbar ist das Mausoleum von Catherine de Valois-Courtenay und ihrer Kinder Ludwig und Maria)
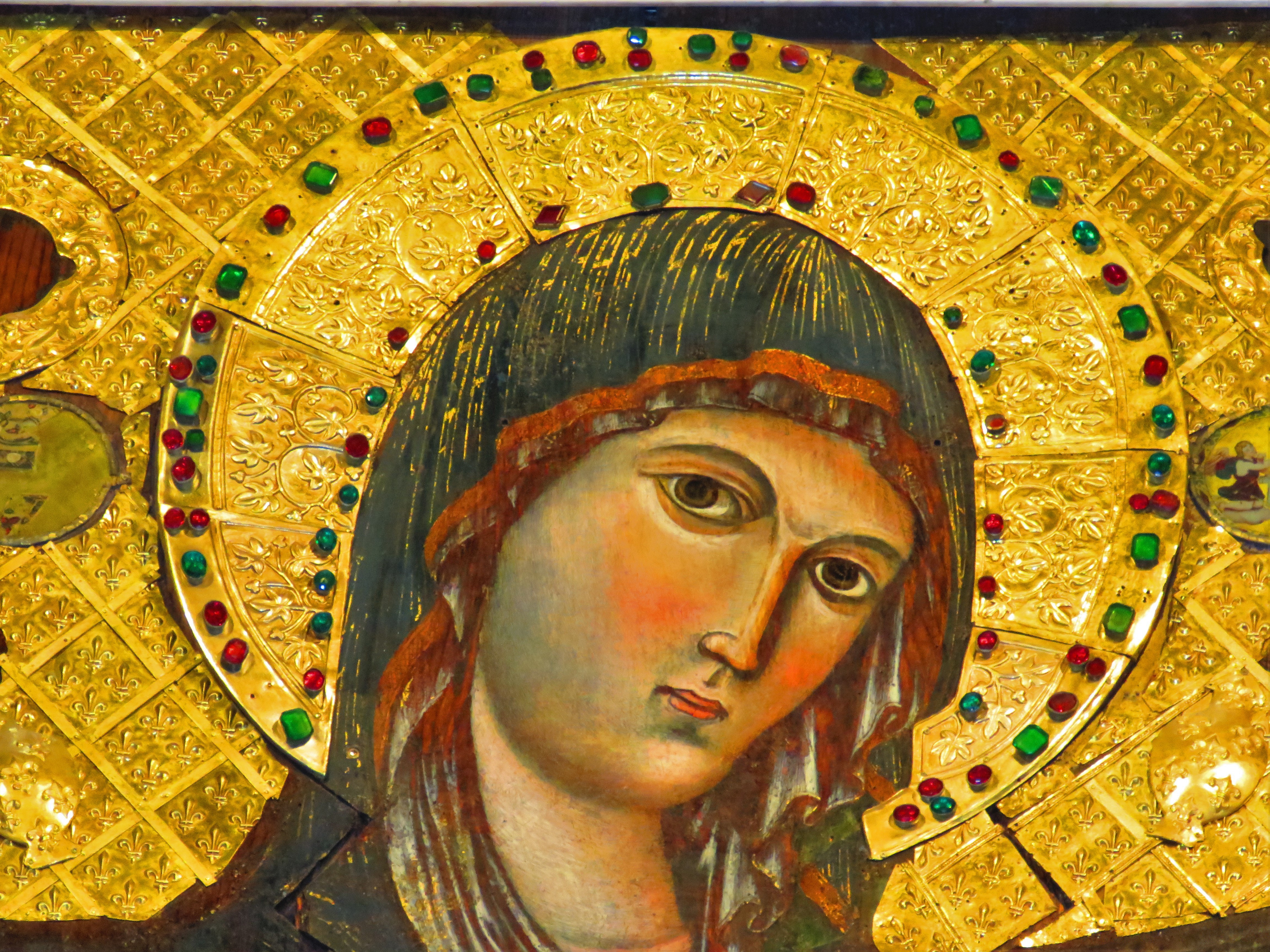
Das Gesicht der Hodegetria

### Chiesa Santa Maria di Costantinopoli in Neapel
Vorläufer der Verehrung der Madonna von Konstantinopel war das Königreich Neapel, das sich in einer verzweifelten Situation befand. Pest (1527–1528), Belagerung (1528) und Hunger hatten die Oberhand. Der Tagebuchschreiber Gregorio Rosso berichtet, dass

“[…] l’anno 1528 fu infelicissimo a tutta l’Italia, particolarmente allo nostro Regno di Napoli perché ci furono tre flagelli de Iddio, guerra, peste e fame […]”

„dass 1528 für das ganze Italien ein unglückliches Jahr war, vor allem für unser [König]reich Neapel, weil es drei Geißeln Gottes gab: den Krieg, die Pest und den Hunger“

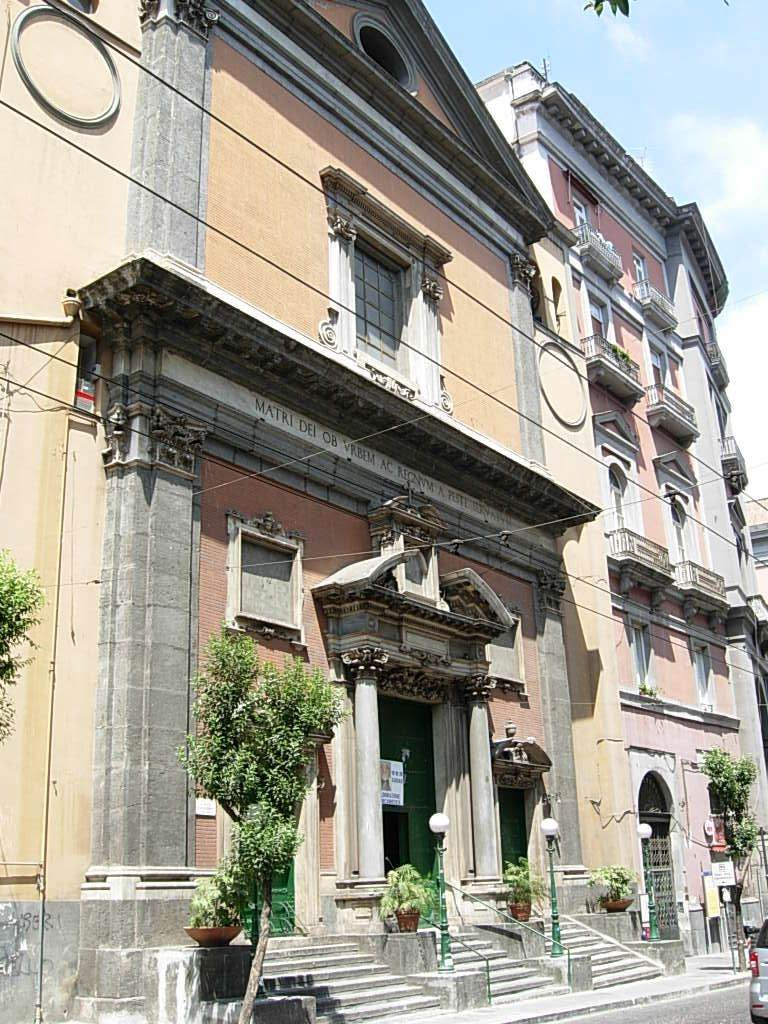
Chiesa di Santa Maria di Costantinopoli in Neapel – Fassade

Die Neapolitaner gerieten in Panik und organisierten Bußprozessionen, die der Vizekönig von Neapel, Philibert de Chalon, verbot und das Volk einlud, sich in den Kirchen zu treffen und dort zu beten. Zur gleichen Zeit entsandte der König von Frankreich, Franz I., der über die Schwierigkeiten Neapels infolge der Hungersnot informiert war, den französischen Kommandanten Odet de Foix, Vicomte de Lautrec zur Belagerung der Stadt nach Neapel. Ein taktischer Irrtum der französischen Politik brachte die Genuesen unter Filippino Doria (Neffe von Andrea Doria) dazu, sich von ihren französischen Verbündeten zu trennen, zum spanischen Feind überzulaufen und die Schiffsblockade am 4. Juli aufzulösen, während die Pest unter den französischen Truppen grassierte. Die Überlebenden der französischen Armee ergaben sich am 8. September 1528, dem Tag der Geburt Mariens.
Das Volk war nun zwar vom äußeren Feind befreit, lebte aber weiterhin unter dem Alptraum der Pest, die weiterhin Tote verursachte. Die Epidemie dauerte noch bis zu Beginn des Jahres 1529 an und setzte mit größerer Gewalt im März wieder fort. Mit dem Sommer begann die „Geißel“ zu verschwinden. Nach Cesare D’Engenio Caracciolo, neapolitanischer Historiker des 17. Jahrhunderts, erlagen der Pest 60000 Personen. Gregorio Rossi schrieb sowohl das Ende der Belagerung als auch das Ende der Pest der Madonna zu.
Nach einer Legende soll einer älteren Frau, die in der Nähe der Stadtmauer wohnte, die Jungfrau erschienen sein, die versprach die Stadt vor der Plage zu verschonen, wenn an der Stelle, wo ihr Bild gefunden würde, ihr zu Ehren eine Kirche gebaut würde. Das „wunderkräftige“ Bild wurde am 28. Mai 1529 (Dienstag nach Pfingsten) an der Stadtmauer von Neapel gefunden. Noch im selben Jahr wurde die Chiesa di Santa Maria di Costantinopoli in der gleichnamigen Straße gebaut.

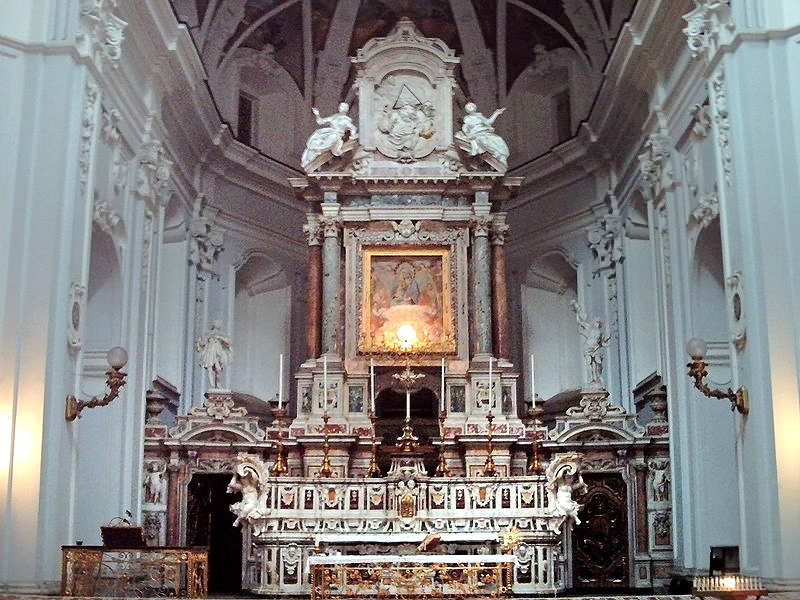
Hochaltar in der Chiesa di Santa Maria di Costantinopoli in Neapel

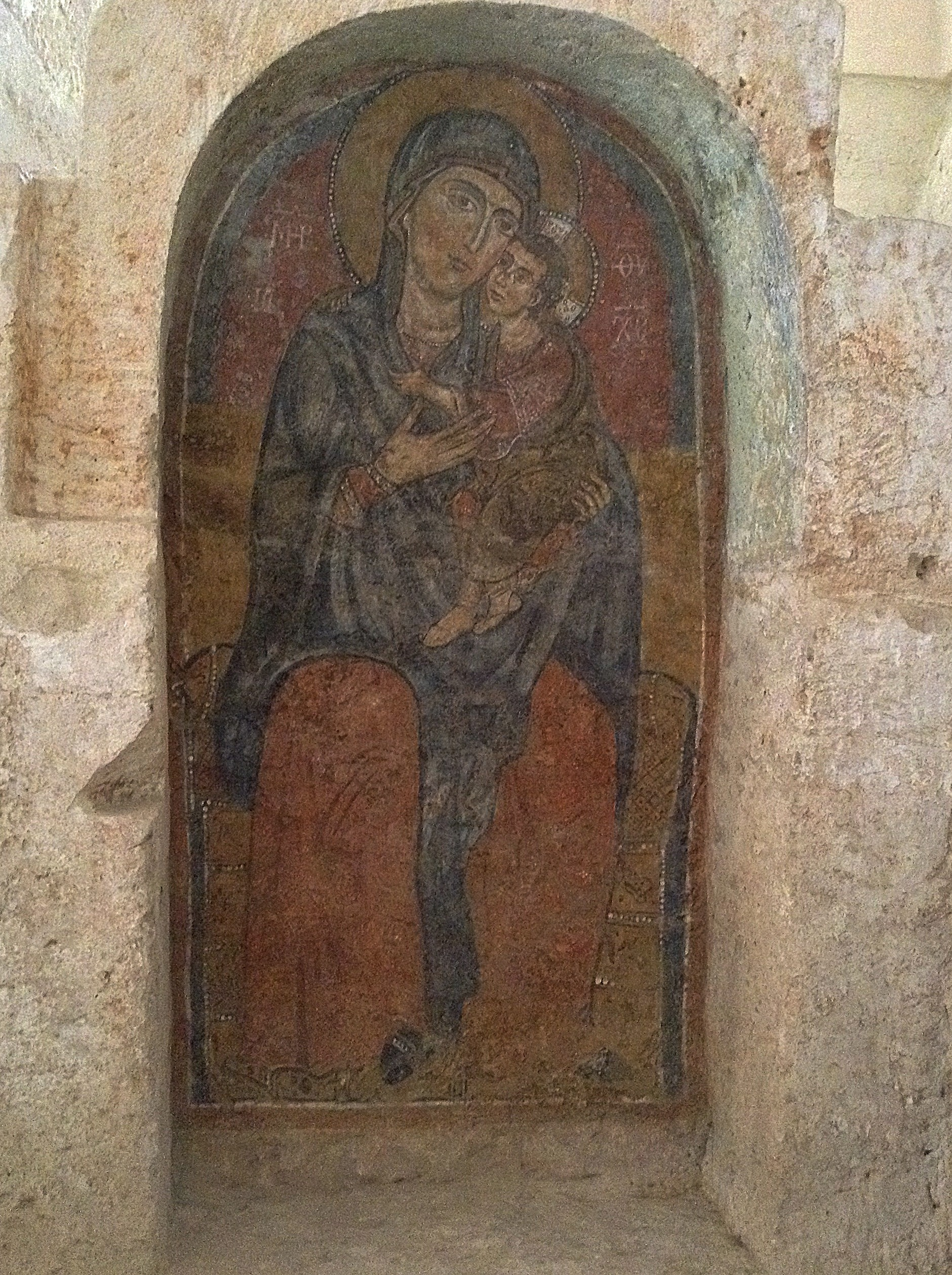
Monolith der Madonna auf dem Thron mit dem Kind auf dem linken Arm in der Felsenkrypta Madonna delle Grazie in San Marzano di San Giuseppe; 13. Jahrhundert

Das nach byzantinischer Beeinflussung auf Marmorplatte gemalte Fresko soll von einem neapolitanischen Manieristen des 15. Jahrhunderts gemalt worden sein. Die Jungfrau, die auf dem rechten Arm das Jesuskind hält, wird auf Wolken sitzend dargestellt. Johannes der Täufer und der Apostel Johannes stehen ihr zur Seite. Zwei niederkniende Engel halten die Wolken, die die himmlische Vision von der in Flammen stehenden Stadt Konstantinopel teilen. Zwei kleine Engel gießen aus zwei Amphoren Wasser auf die Flammen.
Cesare D’Engenio Caracciolo berichtet in seiner „Napoli Sacra“, dass die Chiesa Santa Maria di Costantinopoli in Neapel nicht nur am Tag ihres Festes sehr verehrt war, sondern an jedem Dienstag des Jahres strömte ganz Neapel zu ihr. Ein Teil der frommen Anhänger enthielt sich an dem Tag, Fleisch und Milchprodukte zu essen.

“[…] La presente Chiesa è di grandissima divotione […] e non solo il giorno della sua festività, ma anco tutti i martedì dell'anno vi concorre tutta Napoli, e buona parte di quella in cotal giorno s'astiene anco di mangiar carne, e latticini […] La festa principale del titolo della Chiesa con grandissima solennità si celebra nel primo martedì dopo la Pacqua di Pentecoste con straordinario concorso per i molti miracoli […]”

Die Kirche wurde zu jener Zeit eines der wichtigsten Zentren der Marienverehrung der Stadt.

## Kirchen

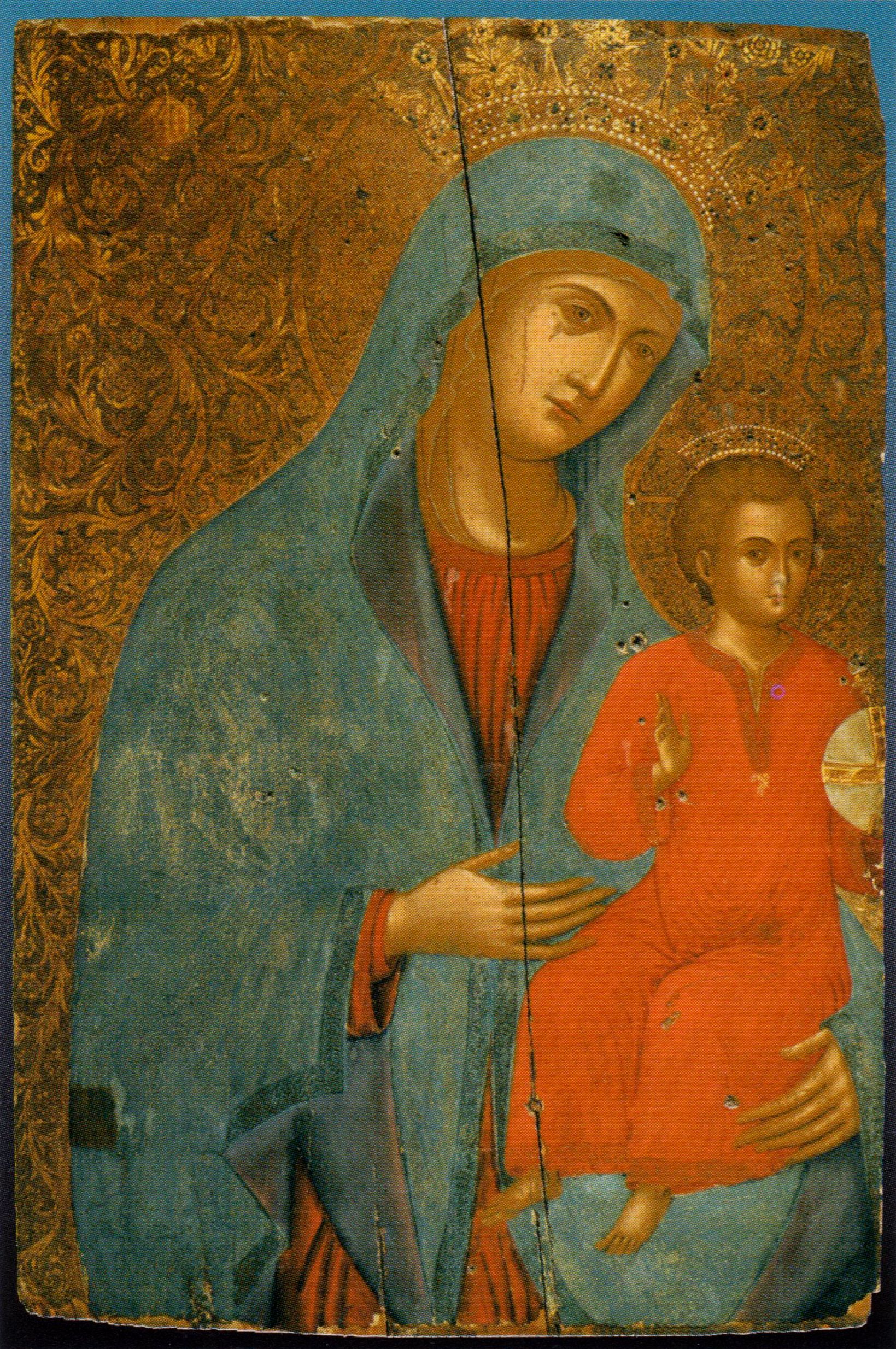
Ikone der Hodegetria aus dem 16. Jahrhundert in der Cattedrale San Demetrio Megalomartire in Piana degli Albanesi

Chiesa di Santa Maria di Costantinopoli ist der Name italienischer Kirchen in Süditalien und auf den Inseln Sardinien und Sizilien.

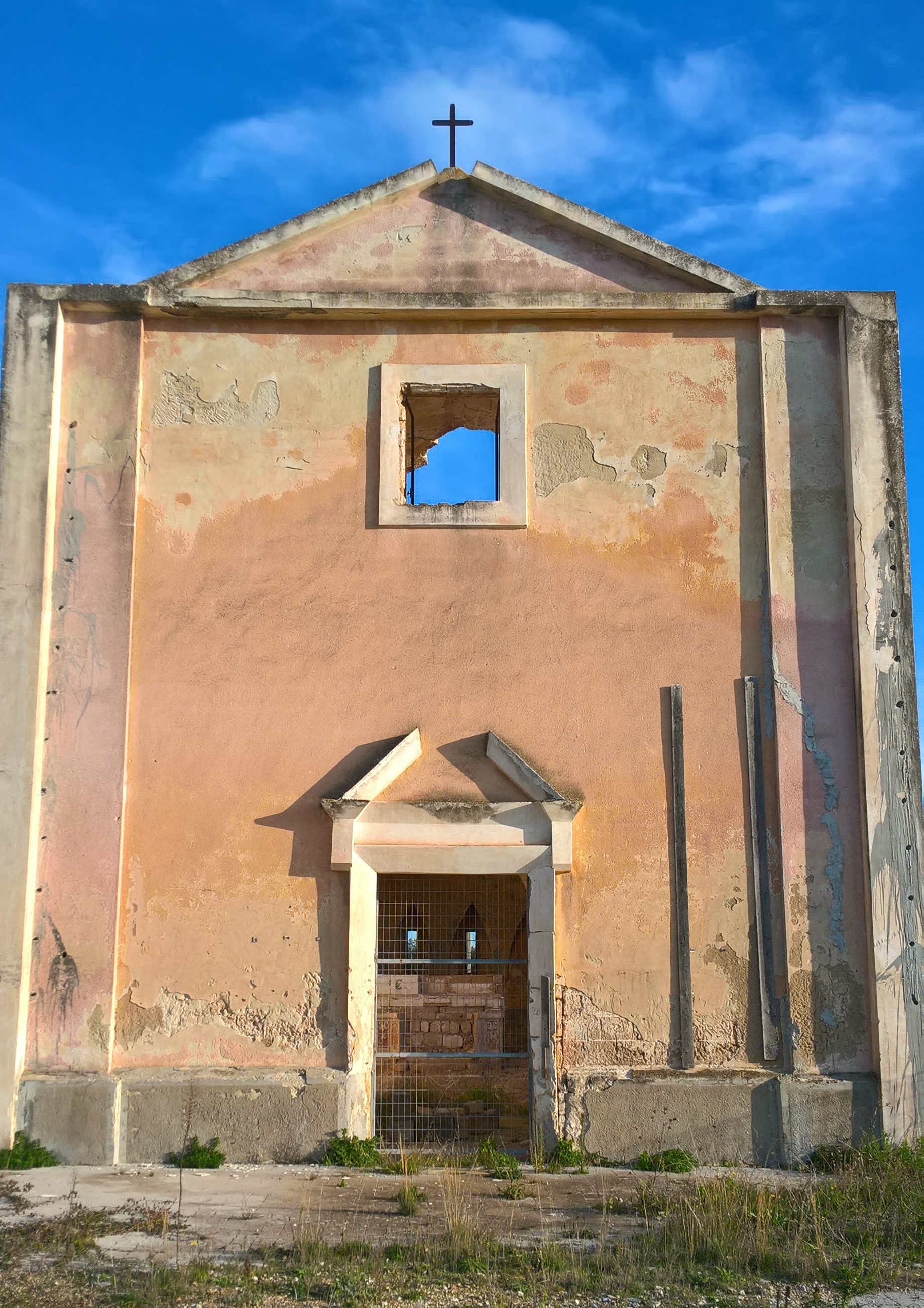
Reste der Chiesa Santa Maria di Costantinopoli von San Crispieri

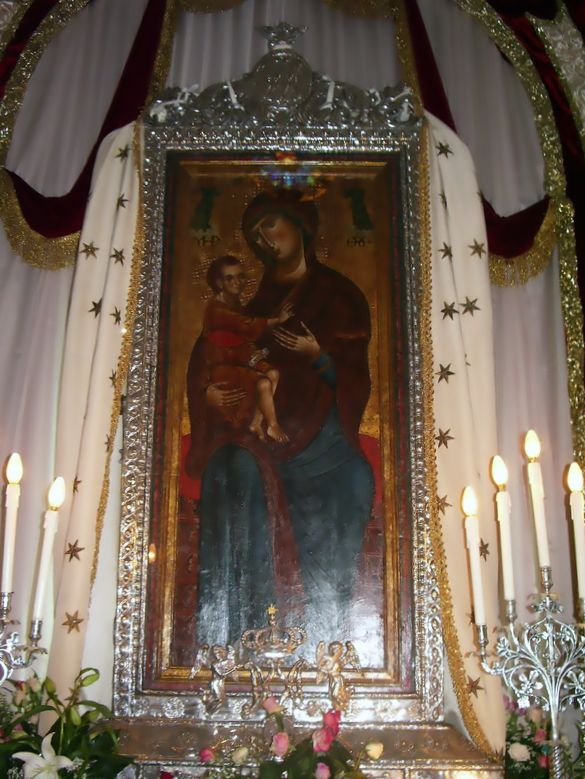
Die Ikone Madonna di Ripalta in der Cattedrale di San Pietro Apostolo in Cerignola aus dem 13. Jahrhundert; das einzig erhaltene Exemplar einer Thronenden Madonna mit Kind des Typus Hodegetria Dexiokratusa in Apulien

Außer den vier griechisch-byzantinischen Kirchen in der Provinz Cosenza:
- Chiesa Santa Maria di Costantinopoli (Castrovillari) in Castrovillari,
- Chiesa Santa Maria di Costantinopoli (Macchia Albanese) in Macchia Albanese, Fraktion von San Demetrio Corone
- Chiesa Santa Maria Odigitria (San Basile) in San Basile,
- Chiesa di Santa Maria di Costantinopoli (Vaccarizzo Albanese) in Vaccarizzo Albanese,

und einer in der Provinz Palermo:
- Chiesa della Madonna dell’Odigidria in Piana degli Albanesi,

sind alle Kirchen römisch-katholisch.